# 新加坡—德國關係
新加坡－德國關係，是指歷史上的新加坡和德國，以至現在新加坡共和國和德意志聯邦共和國的雙邊關係。新加坡在東盟的建設角色、政治穩定和地區影響力令德國外交部視新加坡為德國外交的重要夥伴。

## 歷史

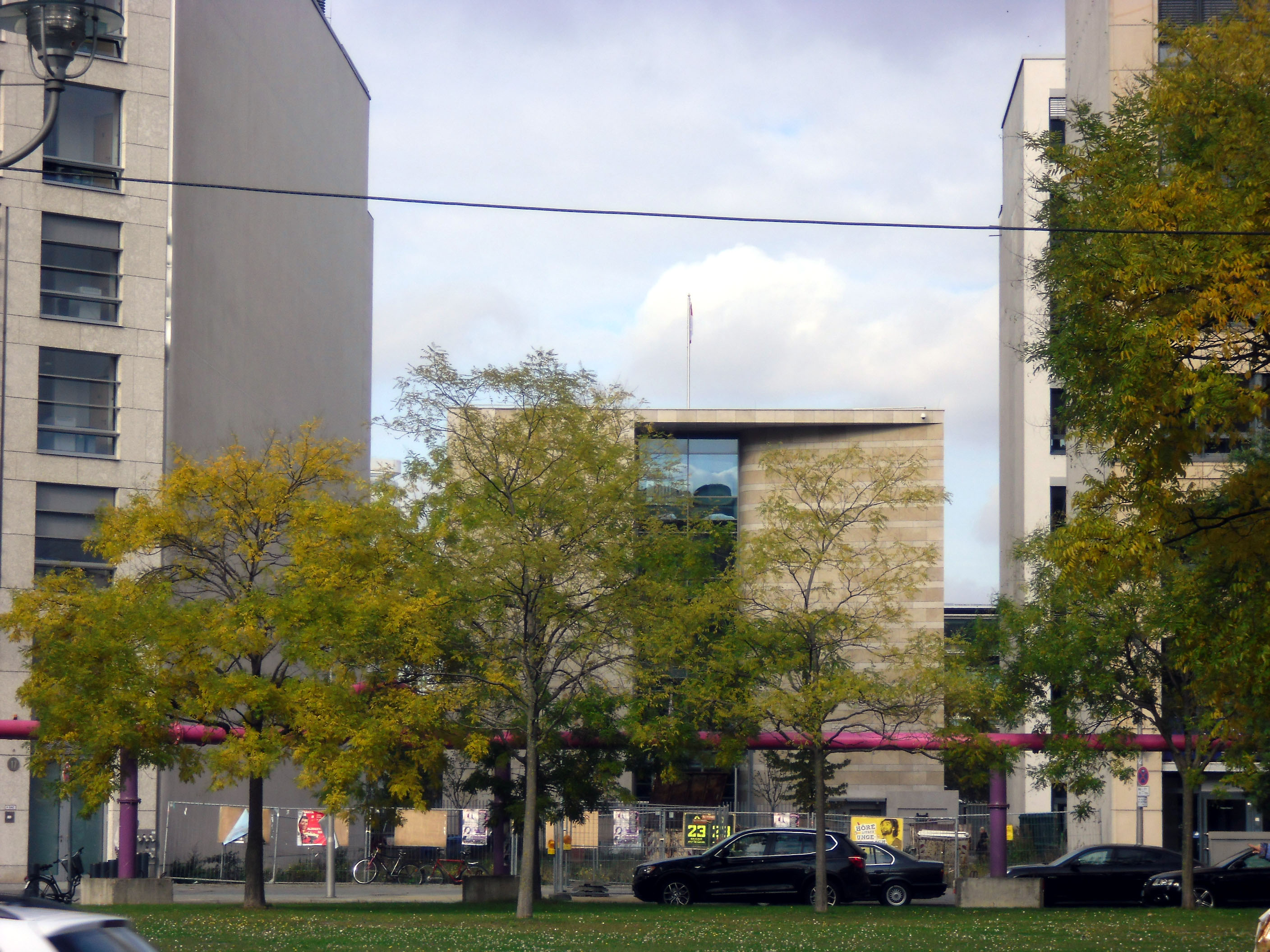
新加坡駐德國大使館

1965年8月9日，新加坡因被馬來西亞逐出而宣告獨立，西德在同年11月承認新加坡並與其建立外交關係。1973年11月30日，東德亦與新加坡建交。
1970年，時任新加坡總理李光耀訪問西德和西柏林，成為首位訪問德國的新加坡政府首腦。1995年，德國總理赫爾穆特·科爾訪問新加坡，成為首位訪問新加坡的德國政府首腦。2012年，新加坡總統陳慶炎訪問德國，成為首位訪問德國的新加坡國家元首。
2015年2月，時任新加坡總理李顯龍訪問德國，與德國總理安吉拉·默克爾會面。兩國在會面中要求歐盟成員國儘快確認《歐盟－新加坡自由貿易協議》。默克爾亦形容新加坡為德國在研究、教育及亞洲事務上重要的合作夥伴，並呼籲兩國抓住勢頭，振興雙邊關係。

## 經貿關係
新加坡是德國在東盟國家中最重要的經濟夥伴。1994年設立的德國－新加坡商務論壇、1995年設立的新加坡德國中心、2004年7月創立的新加坡德國商工會、新加坡经济发展局、新加坡国际企业发展局均對雙邊密集的经济往來作出貢獻，其中新加坡国际企业发展局在德國法蘭克福設有辦事處。截至2015年5月，約有1400家德國公司在新加坡註冊。
2012年，新加坡對德國出口額為46.7億歐元。而德國對新加坡出口額則為82億歐元。其中新加坡主要向德國出口氧氨基化合物、集成電路、電腦等，而德國主要向新加坡出口集成電路、汽車、汽車零件等。

## 文化關係
1990年，新加坡和德國簽訂雙邊文化協議。雙邊亦在商業上和私人上維持著頻繁的文化交流活動。
德國在新加坡設有歌德學院。此外，德國和新加坡在教育方面的合作亦被新加坡外交部視為兩國關係的棟樑之一。2000年6月15日，時任新加坡總理吳作棟與時任德國總理施羅德簽訂《加強教育合作聯合聲明》。2001年5月，時任新加坡教育部部長張志賢訪問德國，並見證《新加坡教育部和德國學術交流總署有關德國和新加坡學生和教授交流諒解備忘錄》的簽訂。慕尼黑工業大學在新加坡設有德國科技學院。

## 國防關係
新加坡和德國在國防方面有定期互動，包括訪問、軍事交流、專業課程、政策對話及技術協作等。2005年9月，兩國簽訂《防務合作協議》。
2013年4月，時任新加坡國防部部長黄永宏訪問德國，並與德國聯邦國防部部長托馬斯·德梅齊埃會面。在會談中，兩國重申了兩國之間不斷升溫的關係。黄永宏在會談中讚賞德國對新加坡武裝部隊在德裝甲訓練的支持，他並期待托馬斯·德梅齊埃出席在同年6月舉行之香格里拉對話。
2022年12月13日，德国为新加坡海军建造的两艘新潜艇在基尔造船厂蒂森克虏伯海洋系统被命名为“无瑕”号和“卓越”号。

## 外部連結
- 新加坡駐德國大使館 （页面存档备份，存于）
- 德國駐新加坡大使館 （页面存档备份，存于）